# Guangdong

Diviziunile administrative ale provinciei și densitatea populației

Guangdong alternativ romanizat ca provincia Canton sau Kwangtung, este o provincie de coastă în China de Sud, pe litoralul de nord al Mării Chinei de Sud. Capitala provinciei este Guangzhou. Cu o populație de 113,46 milioane (în 2018) și o suprafață de aproximativ 179,800 kilometri pătrați (69,421 mi2), Guangdong este cea mai populată provincie din China și a 15-a ca mărime ca suprafață. Economia sa este mai mare decât cea a oricărei alte provincii din țară și a 4-a cea mai mare economie subnațională din lume, cu PIB de 1,66 trilioane USD (10,77 trilioane CNY) în 2019. Zona economică Delta Râului Perlelor, un megalopolis chinez, este un centru al tehnologiei înalte, fabricației și comerțului exterior. În această zonă se află două dintre primele patru orașe chineze și primele două orașe-prefecturi chineze în funcție de PIB; Guangzhou, capitala provinciei, și Shenzhen, prima zonă economică specială din țară. Aceste două se numără printre cele mai populate și importante orașe din China și au devenit acum două dintre cele mai populate megalopolisuri din lume.
Provincia Guangdong a depășit Henan și Shandong și a devenit cea mai populată provincie din China în ianuarie 2005, înregistrând 79,1 milioane de rezidenți permanenți și 31 milioane de migranți care au locuit în provincie cel puțin șase luni pe an; populația totală era de 104.303.132 la recensământul din 2010, reprezentând 7,79 procente din populația Chinei continentale. Acest lucru o face cea mai populată subdiviziune administrativă de prim nivel din orice țară din afara Asiei de Sud. Creșterea populației sale de la recensământ a fost modestă, provincia înregistrând 108.500.000 de persoane în 2015. Cea mai mare parte a provinciei Guangdong este administrată de Republica Populară Chineză (RPC). Insula Pratas din Marea Chinei de Sud face parte din districtul Cijin, Kaohsiung, Taiwan (ROC); insula a făcut parte din provincia Guangdong înainte de războiul civil chinez.
Guangdong are o economie diversificată. Din 1989 Guangdong a condus în clasamentele provinciilor chineze în funcție de PIB, Jiangsu și Shandong fiind pe locul doi și trei. Începând din 2018 PIB-ul din Guangdong a ajuns la 1,47 trilioane de dolari SUA (CNY 9.73 trilioane), depășindu-l pe cel al Spaniei cu PIB de 1,43 trilioane de dolari SUA, al 13-lea ca mărime din lume. Provincia contribuie cu aproximativ 12% la producția economică totală a Chinei continentale și găzduiește uzinele și birourile unui set larg de corporații chineze și străine. Guangdong a beneficiat de apropierea sa de centrul financiar din Hong Kong, cu care se învecinează spre sud. Guangdong găzduiește și cel mai mare târg de import și export din China, Târgul Canton, situat în capitala provinciei Guangzhou.
După alipirea regiunii Lingnan în timpurile dinastia Qin, imigranții din Câmpiile Centrale s-au stabilit în zonă și au format cultura locală cu un stil unic. Odată cu emigrarea populației din Guangdong, limbile hakka și cantoneză, muzica, bucătăria, opera și ceremonia ceaiului au fost răspândite în întreaga țară, în Asia de Sud-Est și în alte țări. Cele două regiuni administrative speciale din Hong Kong și Macau intră sub incidența influenței culturale Guangdong, iar cultura Guangdong are încă influențe profunde asupra chinezilor din Singapore și Malaysia.

## Orașe
- Chaozhou (潮州市),
- Dongguan (东莞市),
- Foshan (佛山市),
- Guangzhou (广州市),
- Heyuan (河源市),
- Huizhou (惠州市),
- Jiangmen (江门市),
- Jieyang (揭阳市),
- Maoming (茂名市),
- Meizhou (梅州市),
- Qingyuan (清远市),
- Shantou (汕头市),
- Shanwei (汕尾市),
- Shaoguan (韶关市),
- Shenzhen (深圳市),
- Yangjiang (阳江市),
- Yunfu (云浮市),
- Zhanjiang (湛江市),
- Zhaoqing (肇庆市),
- Zhongshan (中山市),
- Zhuhai (珠海市)